# Mahmoud Eid
Mahmoud Eid (26 juni 1993) is een Palestijns voetballer van Zweedse afkomst. De middenvelder speelt voor Nam Dinh uit Vietnam.

## Carrière
Op achtjarige leeftijd begon Eid bij Nyköpings BIS met het spelen van voetbal. Zeven jaar later verkaste hij naar de jeugdopleiding van Hammarby IF. Hier heeft de middenvelder drie jaar gespeeld. Eid maakte in het talententeam van Hammarby IF - Hammarby Talanger - zijn debuut in het seniorenvoetbal.
Eid verliet Hammarby in 2012, om te gaan spelen bij Vasalunds IF. Hier kwam hij in 31 wedstrijden tot zes doelpunten. Een jaar later keerde de middenvelder terug naar Nyköpings BIS. In zijn eerste seizoen scoorde hij hier zes maal in acht wedstrijden. Zijn prestaties vielen ook op bij de bondscoach van het Palestijns voetbalelftal, die Eid meenam naar het Aziatisch kampioenschap in 2015.
Eid vertrok voor aanvang van het seizoen 2016 naar Åtvidabergs FF, dat uitkwam op het tweede Zweedse niveau. De middenvelder imponeerde ook daar met zijn goede spel en trok daarmee de aandacht van Kalmar FF. De landskampioen van 2009 besloot Eid daarop naar de Guldfågeln Arena te halen. Eid werd in Kalmar echter nooit onomstreden. Hij werd twee keer uitgeleend, waarna de club na afloop van het seizoen 2019 besloot het contract van Eid niet te verlengen. Eid vond daarna onderdak bij het Indonesische Persebaya Surabaya. Na een seizoen verruilde hij die club voor Al-Mesaimeer uit Qatar.